# Quala
Quala es una compañía de alcance multilatino con marcas que sorprenden a más de 300 millones de consumidores en Latinoamérica, a través de 10 compañías que llevan los productos Quala a cada mercado con más de 10 mil colaboradores.

## Historia
En 1980 nació Quala con la producción de InstaCrem, crema no láctea para suavizar el sabor del café, que se vendía puerta a puerta en las oficinas de la ciudad.
Esta modalidad de venta cambió en 1981, año en que se empieza la comercialización en las tiendas de Quipitos, una golosina en polvo para niños, Baticrema, seguido un año después por Batilado
Con cinco productos en el mercado y una creciente demanda, Quala aún no contaba con un laboratorio y debía recurrir a un proveedor, razón por la que crea su propio laboratorio de investigación y desarrollo, el cual le permitió incursionar en la categoría de sopas con Hogareña en 1986 seguido un año después con La Sopera y así entrar a competir con dos de las más grandes compañías de alimentos del mundo (Nestlé y Unilever) 
El crecimiento de la compañía y la necesidad de contar con espacios adecuados para oficinas y planta de producción llevó a Quala a trasladarse a una sede propia en 1996. Dos años más tarde inició el crecimiento de la red Quala a nivel internacional con la operación de República Dominicana, seguida de México, Ecuador, Haití, Perú y su más reciente incursión en Centroamérica (Guatemala, Honduras y El Salvador).
En los años 2000 se continúan los lanzamientos con Activade y Del Fogón. En 2003 se lanza Ricostilla. En 2010 se lanza Suntea. en 2013 se lanza Popetas.En 2016 se lanzo Saviloe.

## Productos
- Colombia: InstaCrem, BatiCrema, Batilado, Quipitos, Hogareña, La Sopera, Frutiño, Gelatina Frutiño, Doña Gallina, FamiliaYá, Bon Ice, Activade, Del Fogón, LightYá, Ricostilla, Gelagurt, Popetas, PulpiFruta, Gustiarroz, Sasóned, Boka, SunTea, Vive 100, Don Gustico, Nutribela, Aromax, Saviloe, Sabiloe, Cerebrit, Zen, Frizz, Panelada, Panelista, Predator, Amper y Spartan.
- República Dominicana: Doña Gallina, El Criollito, JugosYá, Ricompleto,  Skimice, Vive 100 y Bontea.
- Ecuador: Bon Ice, JugosYá, Doña Gallina, SunTea, Vive100, Quipitos, Zen, Saviloe y Amper.
- México: Bon Ice, Vive 100, Riko Pollo, Rikomate, Vitaloe, Amper, Predator, Mexicana y Nutribela.
- Haití: El Criollito, Don Poyo y Kupet Dwet.
- Perú: Nutribela.
- Centroamérica: JugosYá, Saviloe, Nutribela, Bontea, Yus, Frutyfresco y Toki

## Reconocimientos
Se destacan los siguientes premios:
- 2005 - Orden al Mérito Comercial: Otorgado por la Presidencia de la República de Colombia.
- 2008 - Premios Effie (Colombia): Premio a la campaña de lanzamiento de Ego.
- 2009 - Great Place to Work: Mejor empresa para trabajar en Colombia.[2]
- 2009 - Premios Cemex: Premio a la planta industrial de Quala en Tocancipá en la categoría de Institucional/Industrial.[3]
- 2009 - WfMC Awards (Global, América central y del sur): Premio de Oro por excelencia en Gestión de procesos de negocio y flujo de trabajo, nominado por Pectra Technology, USA.[4][5]
- 2010 - Great Place to Work: Décima mejor empresa para trabajar en América Latina.[6]
- 2011 - Premio Portafolio: Premio a la innovación, por su esfuerzo en la investigación y el desarrollo de productos.[7]
- 2012 - Premio productos del año: con 5 productos ganadores en 5 de 16 categorías.[8]
  - Tés: Suntea
  - Champús: Savital
  - Tratamiento capilar: Crema para peinar Savital
  - Acondicionador: Savital
  - Higiene corporal: Gel Ego Extreme Max
- 2013 - Premio Portafolio: Premio a la gestión del recurso humano, por el buen trato de sus empleados.[9]
- 2013 - Premios Effie (Colombia): Premio Effie de Oro a la campaña publicitaria de Vive100, en la categoría de bebidas sin alcohol.[10]
- 2013 - TCA Award: Premio a la división industrial, a la fábrica Quala República Dominicana, por el excelente diseño de la fábrica.[11]
- 2014 - Premios Effie (México): Premio Effie de Plata a la campaña publicitaria de Savilé, en la categoría de belleza, higiene y cuidado personal.[12]
- 2014 - Best New Products Awards (México): Premio al mejor nuevo producto, Vive100 ganador en la categoría de bebidas energizantes, y segundo mejor nuevo producto en la categoría de alimentos y bebidas.[13]
- 2019 - Great Place to Work: Mejor empresa para trabajar en Ecuador.[14]

## Casos de presunta explotación laboral
La compañía ha sido expuesta en diferentes ocasiones sobre supuestos casos en donde la mayoría de sus trabajadores informales (6.000 aproximadamente, la mayoría personas de la tercera edad) ven que sus derechos laborales son vulnerados, en donde las garantías y condiciones dignas de trabajo son inexistentes, como por ejemplo, según denuncias y quejas, el no pago de un salario mínimo vital, con lo que puedan suplir sus necesidades básicas, la falta de seguridad social o afiliaciones al sistema de salud. Las denuncias ante estos presuntos actos vienen principalmente por parte de la Red de Veedurías de Colombia, esto a válido para investigaciones por parte del MinTrabajo en diferentes ocasiones.